# Диечи (Арад)
Диечи (рум. Dieci) насеље је у Румунији у округу Арад у општини Диечи. Oпштина се налази на надморској висини од 175 m.

## Прошлост
Године 1846. место Диеч је село са 963 становника. Парохија је основана 1692. године, а ту је Богородичина црква. Најстарије матице су оне крштених из 1789. године. Пароси су поп Симеон Томуца и поп Никола Аврамуц. У народној основној школи ради учитељ Јован Гаља, са 12 ђака.

## Становништво
Према подацима из 2002. године у насељу је живело 1754 становника.

### Попис2002.
| Расподела становништва по националности 2002.‍ | Расподела становништва по националности 2002.‍ | Расподела становништва по националности 2002.‍ | Расподела становништва по националности 2002.‍ | Расподела становништва по националности 2002.‍ |
| --------------------------------------------- | --------------------------------------------- | --------------------------------------------- | --------------------------------------------- | --------------------------------------------- |
|                                               |                                               |                                               |                                               |                                               |
| Румуни                                        | Румуни                                        |                                               | 1.730                                         | 98,6%                                         |
| Роми                                          | Роми                                          |                                               | 19                                            | 1,1%                                          |
| Украјинци                                     | Украјинци                                     |                                               | 5                                             | 0,3%                                          |

### Хронологија
| Година       | 1992 | 1993 | 1994 | 1995 | 1996 | 1997 | 1998 | 1999 | 2000 | 2001 | 2002 | 2003 | 2004 | 2005 | 2006 | 2007 | 2008 | 2009 | 2010 | 2011 | 2012 | 2013 | 2014 | 2015 | 2016 | 2017 |
| ------------ | ---- | ---- | ---- | ---- | ---- | ---- | ---- | ---- | ---- | ---- | ---- | ---- | ---- | ---- | ---- | ---- | ---- | ---- | ---- | ---- | ---- | ---- | ---- | ---- | ---- | ---- |
| Становништво | 1902 | 1885 | 1841 | 1802 | 1813 | 1831 | 1813 | 1786 | 1784 | 1765 | 1737 | 1728 | 1718 | 1698 | 1671 | 1664 | 1659 | 1636 | 1610 | 1580 | 1556 | 1538 | 1521 | 1507 | 1489 | 1482 |